# Блискастель
Блискастель (нем. Blieskastel) — город в Германии, районный центр, расположен в земле Саар.
Входит в состав района Саарпфальц. Население составляет 21 885 человек (на 31 декабря 2010 года). Занимает площадь 108,27 км². Официальный код — 10 0 45 112.
Город подразделяется на 15 городских районов.

## История
В военной истории город Блискастель известен прежде всего благодаря двум сражениям, произошедшим в 1793 году (26 сентября и в ноябре) в ходе Войны первой коалиции.